# Municipio de Monroe (Illinois)
El municipio de Monroe (en inglés: Monroe Township) es un municipio ubicado en el condado de Ogle en el estado estadounidense de Illinois. En el año 2010 tenía una población de 1563 habitantes y una densidad poblacional de 16,71 personas por km².

## Geografía
El municipio de Monroe se encuentra ubicado en las coordenadas 42°6′41″N 89°0′32″O / 42.11139, -89.00889. Según la Oficina del Censo de los Estados Unidos, el municipio tiene una superficie total de 93.56 km², de la cual 93,56 km² corresponden a tierra firme y (0,01 %) 0,01 km² es agua.

## Demografía
Según el censo de 2010, había 1563 personas residiendo en el municipio de Monroe. La densidad de población era de 16,71 hab./km². De los 1563 habitantes, el municipio de Monroe estaba compuesto por el 97,95 % blancos, el 0,19 % eran afroamericanos, el 0,26 % eran amerindios, el 0,96 % eran de otras razas y el 0,64 % eran de una mezcla de razas. Del total de la población el 1,47 % eran hispanos o latinos de cualquier raza.